# Józef Nawrot
Józef Nawrot (ur. 24 września 1906 w Krakowie, zm. 24 września 1982 w Southsea) – polski piłkarz występujący na pozycji napastnika, reprezentant Polski w latach 1928–1935, żołnierz armii Andersa. Trzeci najskuteczniejszy strzelec w historii Legii Warszawa.

## Kariera klubowa
Wychowanek Wawelu Kraków, grał następnie w Cracovii (1922–1925 i 1926), WKS 1 ppLeg Wilno (1925), Legii Warszawa (1927–1936) i Polonii Warszawa (1937–1939). Występował na boisku na pozycji łącznika i środkowego napastnika. W Legii Warszawa zadebiutował 29 maja 1927 r. w meczu Ligi przeciwko drużynie Pogoni Lwów (4:3). W pierwszym meczu strzelił również swoją premierową bramkę dla Wojskowych. Strzelił w barwach Legii 106 bramek (+1 anulowana) w meczach ligowych, kolejne 8 (+1 anulowana) jako piłkarz Polonii (dla Czarnych Koszul strzelił też 7 bramek w Klasie A w 1937).

## Kariera reprezentacyjna
Zaliczył 19 meczów w kadrze narodowej, wykazując się wysoką skutecznością – strzelił w tych spotkaniach 16 bramek.
Występy w reprezentacji Polski
- łącznie – 19 spotkań
- strzelił 16 bramek w 8 meczach (wszystkie były meczami towarzyskimi):
  - 1930 z Łotwą 4 bramki
  - 1931 z Rumunią 1
  - 1932 z Jugosławią 2, ze Szwecją 1, z Rumunią 3
  - 1933 z Jugosławią 2
  - 1934 z Danią 2, ze Szwecją 1

## Życie prywatne
Wybuch II wojny światowej zastał go we Lwowie. Spędził pewien czas w niewoli w ZSRR, następnie objęty amnestią służył w armii Andersa. Uczestniczył w walkach o Arnhem. Był instruktorem sportu w wojsku, po wojnie grał jeszcze w klubach z niższych kategorii rozgrywkowych w Szkocji. Pozostał na emigracji do końca życia, nie utrzymywał kontaktów ze znajomymi w kraju.

## Ordery i odznaczenia
- Brązowy Krzyż Zasługi (19 marca 1931)[2]